# Mistrzostwa Świata w Kajakarstwie 1986
20. Mistrzostwa świata w kajakarstwie odbyły się w 1986 w Montrealu.
Rozegrano 15 konkurencji męskich i 3 kobiece. Mężczyźni startowali w kanadyjkach jedynkach (C-1) i dwójkach (C-2) oraz w kajakach jedynkach (K-1), dwójkach (K-2) i czwórkach (K-4), zaś kobiety w kajakach jedynkach, dwójkach i czwórkach. Liczba i rodzaj konkurencji nie zmieniły się od poprzednich mistrzostw.
Pierwsze miejsce w klasyfikacji medalowej wywalczyli reprezentanci Węgier.

## Medaliści

### Mężczyźni

#### Kanadyjki
| Konkurencja: | Złoto:                                    | Rezultat | Srebro:                                          | Rezultat | Brąz:                                         | Rezultat |
| C-1 500 m    | Olaf Heukrodt                             | 1:58,43  | Aurel Macarencu                                  | 1:59,60  | Nikołaj Buchałow                              | 1:59,95  |
| C-1 1000 m   | Aurel Macarencu                           | 3:55,78  | Ivans Klementjevs                                | 3:56,58  | Ivan Šabjan                                   | 4:00,11  |
| C-1 10 000 m | Aurel Macarencu                           | 48:29,28 | Ivan Šabjan                                      | 48:38,68 | Didier Hoyer                                  | 48:42,12 |
| C-2 500 m    | Węgry · János Sarusi Kis · István Vaskuti | 1:49,36  | ZSRR · Wiktar Raniejski · Ołeksandr Kałynyczenko | 1:49,44  | NRD · Ulrich Papke · Ingo Spelly              | 1:50,16  |
| C-2 1000 m   | Węgry · János Sarusi Kis · István Vaskuti | 3:35,83  | Polska · Marek Łbik · Marek Dopierała            | 3:37,61  | RFN · Wolfram Faust · Hartmut Faust           | 3:38,36  |
| C-2 10 000 m | Polska · Marek Łbik · Marek Dopierała     | 44:14,87 | Rumunia · Dumitru Bețiu · Vasile Lehaci          | 44:16,29 | Dania · Arne Nielsson · Christian Frederiksen | 44:20,07 |

#### Kajaki
| Konkurencja: | Złoto:                                                                                      | Rezultat | Srebro:                                                                          | Rezultat | Brąz:                                                                                        | Rezultat |
| K-1 500 m    | Jeremy West                                                                                 | 1:48,04  | Zsolt Gyulay                                                                     | 1:49,31  | Ihor Nahajew                                                                                 | 1:49,58  |
| K-1 1000 m   | Jeremy West                                                                                 | 3:37,60  | Ferenc Csipes                                                                    | 3:39,39  | Harry Nolte                                                                                  | 3:40,17  |
| K-1 10 000 m | Ferenc Csipes                                                                               | 43:09,69 | Bernard Brégeon                                                                  | 43:11,10 | Stanisław Borejko                                                                            | 43:11,23 |
| K-2 500 m    | RFN · Reiner Scholl · Thomas Pfrang                                                         | 1:37,38  | Węgry · András Rajna · Attila Adrovicz                                           | 1:37,77  | ZSRR · Wiktor Pusiew · Siergiej Supierata                                                    | 1:38,11  |
| K-2 1000 m   | Rumunia · Daniel Stoian · Angelin Velea                                                     | 3:17,33  | NRD · André Wohllebe · Frank Fischer                                             | 3:17,97  | Australia · Kerry Grant · Steven Wood                                                        | 3:18,29  |
| K-2 10 000 m | Węgry · Gábor Kulcsár · László Gindl                                                        | 40:37,80 | ZSRR · Siergiej Korniejewiec · Wiktor Dietkowski                                 | 40:38,43 | Rumunia · Daniel Stoian · Angelin Velea                                                      | 40:40,76 |
| K-4 500 m    | NRD · Andreas Stähle · Frank Fischer · André Wohllebe · Jens Fiedler                        | 1:29,26  | ZSRR · Ołeksandr Motuzenko · Serhij Kirsanow · Nikołaj Szerszeń · Wiktor Denisow | 1:29,70  | RFN · Gilbert Schneider · Detlef Schmidt · Volker Kreutzer · Thomas Reineck                  | 1:30,20  |
| K-4 1000 m   | Węgry · Ferenc Csipes · Zsolt Gyulay · László Fidel · Zoltán Kovács                         | 2:58,29  | NRD · Guido Behling · Hans-Jörg Bliesener · Jens Fiedler · Thomas Vaske          | 2:59,16  | Polska · Robert Chwiałkowski · Wojciech Kurpiewski · Kazimierz Krzyżański · Grzegorz Krawców | 2:59,60  |
| K-4 10 000 m | ZSRR · Nikołaj Osełedec · Grigorij Miedwiediew · Siergiej Kisielow · Aleksandr Akunisznikow | 36:51,32 | Rumunia · Ionel Constantin · Nicolae Fedosei · Ionel Lețcae · Alexandru Dulău    | 36:53,10 | Węgry · Zsolt Böjti · Tibor Helyi · László Nieberl · Kálmán Petrovics                        | 36:54,66 |

### Kobiety

#### Kajaki
| Konkurencja: | Złoto:                                                         | Rezultat | Srebro:                                                                        | Rezultat | Brąz:                                                                    | Rezultat |
| K-1 500 m    | Wania Geszewa                                                  | 2:02,54  | Kathrin Giese                                                                  | 2:02,97  | Yvonne Knudsen                                                           | 2:03,90  |
| K-2 500 m    | Węgry · Katalin Povázsán · Erika Mészáros                      | 1:50,46  | ZSRR · Nelli Korbukowa · Tatjana Czisłowa                                      | 1:51,36  | Bułgaria · Wania Geszewa · Diana Palijska                                | 1:51,94  |
| K-4 500 m    | Węgry · Erika Géczi · Erika Mészáros · Rita Kőbán · Éva Rakusz | 1:33,82  | ZSRR · Nelli Korbukowa · Anżeła Nadtoczajewa · Tatjana Czisłowa · Olga Slapnia | 1:35,42  | Rumunia · Tecla Borcănea · Luminată Munteanu · Marina Ciucur · Ana Larie | 1:35,96  |

## Klasyfikacja medalowa
| Miejsce | Państwo         | Złoto | Srebro | Brąz | Razem |
| ------- | --------------- | ----- | ------ | ---- | ----- |
| 1       | Węgry           | 7     | 3      | 1    | 11    |
| 2       | Rumunia         | 3     | 3      | 2    | 8     |
| 3       | NRD             | 2     | 3      | 2    | 7     |
| 4       | Wielka Brytania | 2     | 0      | 0    | 2     |
| 5       | ZSRR            | 1     | 6      | 3    | 10    |
| 6       | Polska          | 1     | 1      | 1    | 3     |
| 7       | Bułgaria        | 1     | 0      | 2    | 3     |
| 7       | RFN             | 1     | 0      | 2    | 3     |
| 9       | Francja         | 0     | 1      | 1    | 2     |
| 9       | Jugosławia      | 0     | 1      | 1    | 2     |
| 11      | Dania           | 0     | 0      | 2    | 2     |
| 12      | Australia       | 0     | 0      | 1    | 1     |
|         | Razem           | 18    | 18     | 18   | 54    |